# たつの市立龍野歴史文化資料館
たつの市立龍野歴史文化資料館（たつのしりつたつのれきしぶんかしりょうかん）は兵庫県たつの市にある博物館。

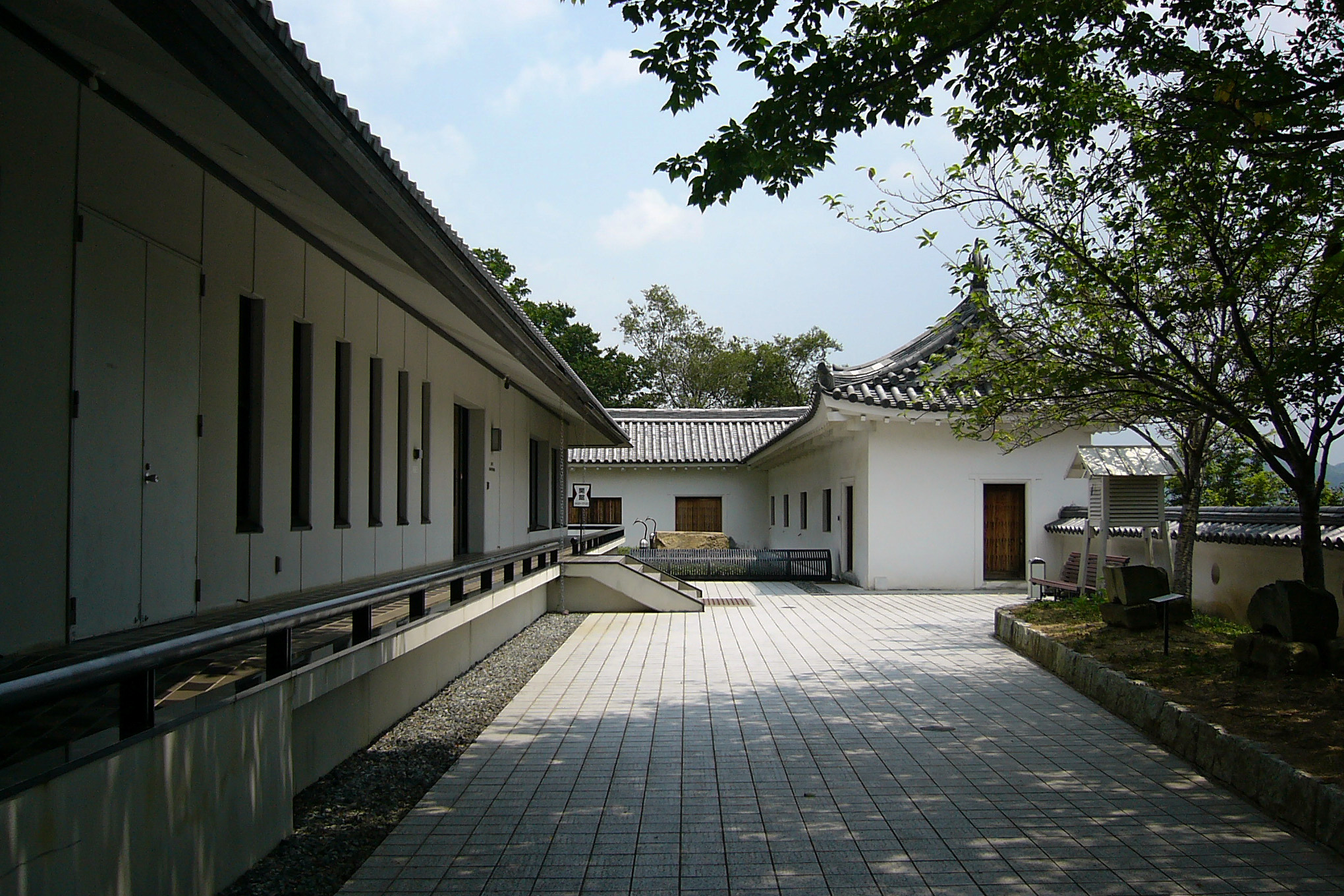
城郭をイメージしたデザイン

## 概要
たつの市（旧揖保川町）出身の鹿島守之助が創業した八重洲ブックセンターから館建物の寄贈を受けて、1988年10月31日に開館した。 龍野城近くに立地しているためか、館外観は城郭風にデザインされている。
常設展示は、たつの市と揖保川流域の古代から近世に至る歴史の流れを紹介する内容で、時代ごとに5つのテーマを設けて資料を展示する。特別展は年2回、定期的に開催される。
平成28年1月、秀吉が脇坂安治に宛てた手紙が発見された。
日本博物館協会会員館、兵庫県博物館協会加盟館。全国歴史民俗系博物館協議会加盟館。博物館法に基づく兵庫県教育委員会登録博物館である。またひょうごっ子ココロンカードの対象施設になっている。指定管理者制度を採用せず、たつの市の直営である。

## 展示テーマ
原始古代の龍野
門前遺跡出土弥生土器、西宮山古墳出土飾付壺、長尾タイ山古墳出土馬型埴輪、三角縁神獣鏡等を展示。
古代の山陽道
西宮山古墳と諸豪族の紹介、奥村廃寺出土瓦、布勢駅家出土墨書土器、円覚寺の弥勒菩薩像等を展示。
中世の筑紫大道
筑紫大道の紹介、小宅神社の山吹山経塚出土経筒、十二間筋兜等を展示。
龍野城主と城下町
旧龍野藩主脇坂家文書、茶糸威革包二枚胴具足、関ヶ原合戦絵巻、輪違紋入鞍橋などを展示。
近世の街道と揖保川
庶民の生活、祭り、高瀬舟による水運などを紹介、太閤検地帳、梛八幡神社獅子舞、野田焼、雛人形などの人形資料を展示。

## 利用情報
- 開館時間 - 9：00〜17：00
- 休館日 - 月曜（祝日の場合は開館）、祝日の翌日、特別展開催期間の前後各3日間

## 交通アクセス
- 姫新線 本竜野駅 徒歩約15分
- 姫新線 本龍野駅から神姫バスで「龍野営業所」下車 徒歩約5分

## 周辺
- 龍野公園
  - 聚遠亭、野見宿禰神社、龍野神社
  - 御涼所
- 白鷺山公園
- 武家屋敷資料館
- 霞城館・矢野勘治記念館
- うすくち龍野醤油資料館本館・別館